# Strioscopie

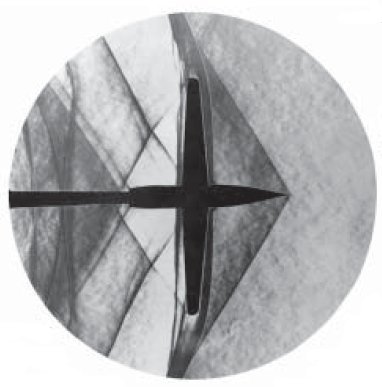
Compression à Mach 1,2 observée par strioscopie (NASA).

Écoulement autour d'une balle.

La strioscopie (ou méthode « schlieren ») est une méthode optique de visualisation qui permet d'isoler dans une image les détails et petites variations, notamment des faibles variations d'indice de réfraction comme lors de la compression de l'air ou d'autres fluides. Elle est largement utilisée en aéronautique, bien que son rôle devienne de moins en moins important du fait du développement des simulations de mécanique des fluides par ordinateur.
On peut parfois remarquer les troubles dans l'air au-dessus des radiateurs ou du goudron chaud : la strioscopie permet de visualiser ce type de turbulences avec une bonne précision. En optique, elle donne également lieu à des expériences didactiques spectaculaires, comme la mise en relief d'empreintes sur une plaque de verre ou encore la visualisation de la dissolution du sucre dans l'eau.
D'une manière imagée, l'idée fondamentale de cette méthode est de retirer la lumière qui n'a pas été déviée par l'objet (par exemple le fluide étudié). En effet, seuls les rayons déviés par celui-ci correspondent à des turbulences (ou fréquences spatiales hautes en optique). Pour réaliser cela, il faut d'abord réaliser une image de la source de lumière à l'aide d'une lentille convergente. À l'endroit précis de l'image géométrique passent les rayons qui n'ont pas subi de déviation (fréquences spatiales nulles). On les élimine avec un filtre. Les autres rayons (qui ont été déviés) ne sont pas focalisés au même endroit et peuvent donc passer afin de former une image filtrée. En résumé, on élimine le fond continu de l'image et, conséquemment, les détails ou turbulences de l'objet, qui étaient « noyés » dans ce fond continu, ont un contraste grandement amélioré.
Dans l'exemple des turbulences d'un fluide, l'image formée est noire en absence de turbulence, et lumineuse aux endroits turbulents.

## Invention
La strioscopie est inventée par les physiciens Léon Foucault en 1859[réf. à confirmer] et August Toepler (en) en 1864 pour étudier le mouvement supersonique.
Elle est parfois appelée « schlieren », de l'allemand Schliere, « traînée ».
Depuis, cette technique est couramment utilisée dans l'ingénierie aéronautique pour photographier les écoulements autour d'objets.

## Principe
Le schéma suivant résume cette méthode. Le filtre utilisé est simplement un point, un fil de fer, ou une lame (« couteau de Foucault »).

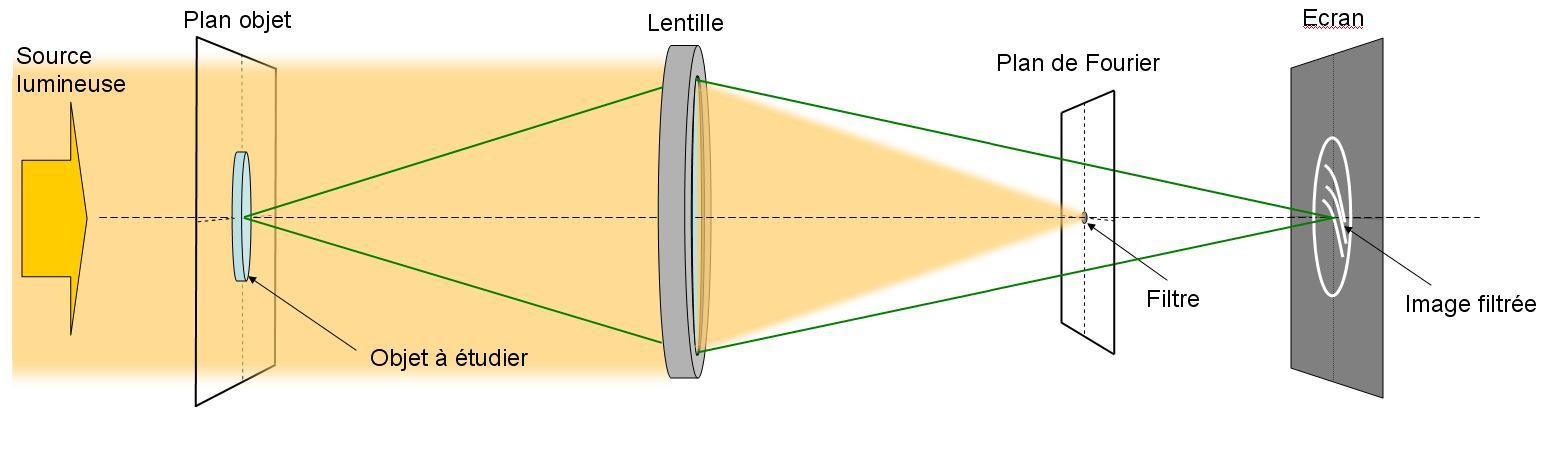
Le faisceau orange est émis par une source lumineuse. Le faisceau encadré par les rayons verts est la partie de cette lumière qui a été diffractée par l'objet à étudier. La lumière directe de la source, qui converge au centre du plan de Fourier, est éliminée par le filtre, et les rayons verts forment l'image filtrée de l'objet.

La strioscopie est une application du filtrage spatial en optique de Fourier. En effet, la diffraction de Fraunhofer nous indique que la lentille crée, dans son plan focal image, la transformée de Fourier de l'objet en question. On visualise ainsi, dans ce plan, les fréquences spatiales associées à l'objet, et le filtre cité plus haut est placé dans ce même plan afin d'éliminer certaines de ces fréquences spatiales. Cette interprétation ondulatoire de la strioscopie la rend comparable à un filtrage passe-haut.
On suppose que l'objet a une transmission {\displaystyle t(x,y)} dans le plan de l'objet défini par les axes {\displaystyle x} et {\displaystyle y}. En supposant l'amplitude du front d'onde est uniformément répartie et égale à {\displaystyle A_{0}} avant d'avoir traversé l'objet, par définition, l'amplitude du front d'onde après traversée de l'objet sera : 
{\displaystyle A(x,y)=A_{0}t(x,y)}.  
Donc d'après le résultat fondamental de l'optique de Fourier, l'amplitude du signal dans le plan de Fourier sera proportionnelle à 
{\displaystyle A'(x',y')=A_{0}TF(t(x,y))(x',y')=A_{0}\iint t(x,y)e^{-i{\frac {2\pi (x'x+y'y)}{\lambda d}}}dxdy}
avec {\displaystyle d} la distance entre l'objet et le plan de Fourier. On peut alors visualiser sur un écran ou avec une caméra (auquel cas on utilisera une lentille pour projeter l'image de l'objet sur cette caméra). 
Dans le cadre de la strioscopie, les objets à étudier sont transparents et n'ont donc d'effet sur le front d'onde qu'en décalage de phase. La transmission de l'objet s'écrit ainsi : 
{\displaystyle t(x,y)=\exp(i\Phi (x,y))}.  
Dans le cadre des petites variations de phase on peut approximer cette expression par 
{\displaystyle t(x,y)=1+i\Phi (x,y)}
d'où dans le plan de Fourier {\displaystyle (x',y')} l'amplitude de front d'onde : 
{\displaystyle A'(x',y')=A_{0}(\delta (x',y')+iTF(\Phi (x,y))(x',y'))}
où {\displaystyle \delta (x',y')} est la fonction de Dirac (un pic fin à {\displaystyle x'=y'=0}).  
Le filtrage par strioscopie consiste à cacher cet ordre 0 de la figure de diffraction, soit l'image géométrique de la source par la lentille. Dans le plan {\displaystyle (X,Y)} de l'image de l'objet, sur l'écran, l'amplitude du front d'onde sera alors : 
{\displaystyle A(X,Y)=A_{0}TF^{-1}(A'(x',y'))(X,Y)=A_{0}\Phi ({\frac {X}{g_{y}}},{\frac {Y}{g_{y}}})}
avec {\displaystyle g_{y}} le grandissement total du système optique entre le plan objet et l'écran. L'éclairement dans le plan de l'écran, donné par le module au carré de l'amplitude, sera donc de la forme : 
{\displaystyle E(X,Y)=E_{0}\Phi (X/g_{y},Y/g_{y})^{2}}.  
La strioscopie permet ainsi de visualiser une image proportionnelle au carré du déphasage. Elle met en évidence de faibles déformations de front d'onde introduites par l'objet, sans toutefois permettre de connaître leur signe.

## Autres réalisation expérimentales
La section précédente présente un montage optique de strioscopie avec une lentille. Pour augmenter le champ de vision et la sensibilité de l'instrument, il est préférable d'utiliser un miroir sphérique comme objet convergent. Plusieurs réalisations sont possible avec chacune avantages et inconvénient, trois sont présenté ci-dessous. Pour ces montages, il est nécessaire de se procurer un miroir sphérique qui a un grand diamètre {\displaystyle D} (influence le champ de vision) et un grand rayon {\displaystyle R} de courbure (influence la sensibilité). Toutefois, un miroir parabolique peut être utilisé car la différence avec un sphérique est (souvent) négligeable pour {\displaystyle R\gg D}.

### Miroir unique désaxé[6]
Ce montage est le plus facile à réaliser car il requiert un minimum d'alignement de composants optique : une source de lumière ponctuelle, le miroir sphérique, le filtre et une caméra. On définit un plan de travail qui contient la source ponctuelle de lumière, le centre du miroir, le filtre et la caméra. Dans ce plan, la droite du centre du miroir à son centre de courbure le sépare en deux : d'un côté la source de lumière, de l'autre le filtre suivit de la caméra. La source de lumière et le filtre sont positionnés à une distance {\displaystyle R=2f} ({\displaystyle f} la focale du miroir) du miroir, le plus rapproché possible, tout écart à cette position idéale ajoute des ombres, floute le point focal et réduit la sensibilité du système. 
La zone spatiale où l'on introduit l'objet d'étude est juste devant le miroir. Plus l'objet est loin du miroir, plus son image sera dédoublée : l'image de l'objet à la caméra directement et l'image après une réflexion dans le miroir. Cet effet de dédoublement peut être réduit en rapprochant l'objet du miroir ou en augmentant le rayon de courbure du miroir.

### Miroir unique avec une lame semi-réfléchissante[6]
Ce montage est de difficulté intermédiaire qui utilise le même matériel que le montage désaxé mais ajoute une miroir semi-réfléchissant pour que la source ponctuelle de lumière virtuelle (virtuelle grâce à la lame semi-réfléchissante « beam splitter ») se superpose au filtre. Ainsi, le filtre est placé exactement au centre de courbure de miroir et la caméra juste derrière celui-ci. La lame semi-réfléchissante est placée à 45° entre le filtre et le miroir pour permettre d'injecter la lumière de la source ponctuelle dans le cône focal du miroir.
La zone spatiale où l'on introduit l'objet d'étude est juste devant le miroir, comme pour le montage désaxé.

### Configuration en Z à double miroir[6]
Ce montage est plus couteux et difficile à aligner car il utilise deux miroirs sphérique (identiques), en plus de la source de lumière ponctuelle, du filtre et de la caméra. La source de lumière est positionnée à une distance {\displaystyle f} du premier miroir et l'illumine de telle sorte qu'il collimate un faisceau, se propageant jusqu'au second miroir où il est focalisé sur le filtre à une distance {\displaystyle f}, suivit de la caméra.
La zone spatiale où l'on introduit l'objet d'étude peut être aussi étendue que voulu car elle se trouve entre les deux miroirs, là ou le faisceau se propage en faisceau collimaté. Ainsi, on peut éloigner les deux miroirs par exemple entre deux murs d'une soufflerie et d'une pierre deux coup, considérablement améliorer la sensibilité du montage.